# Єврейська вулиця (Мелітополь)
Єврейська вулиця — невелика вулиця в центральній частині Мелітополі. Починається проїздом від Паркової вулиці, закінчується глухим кутом.

## Назва
Вулиця названа на честь євреїв.

## Історія
1924 року вулиця згадується в документах як вулиця Дагіна, колишня Сімферопольська. В радянські часи вулиця носила ім'я Арона Яковича Дагіна, борця за встановлення радянської влади в Мелітополі, який загинув під час громадянської війни.
2016 року в ході декомунізації вулиця перейменована на Єврейську.
7 квітня 2023 року, під час Російського вторгнення в Україну, російська окупаційна влада Мелітополя видала наказ про повернення вулиці імені Дагіна.